# 애나 맥스웰 마틴
애나 맥스웰 마틴(영어: Anna Maxwell Martin, 1977년 5월 10일 ~ )은 잉글랜드의 배우이다. 소설 원작의 드라마 《멋진 징조들》에서 베엘제붑 역을 맡았다.

## 출연 작품

### 드라마
- 그리고 아무도 없었다(BBC One) - 에델 로저스 역